# Fregata aquila
Fregata aquila là một loài chim trong họ Fregatidae.

## Hình ảnh

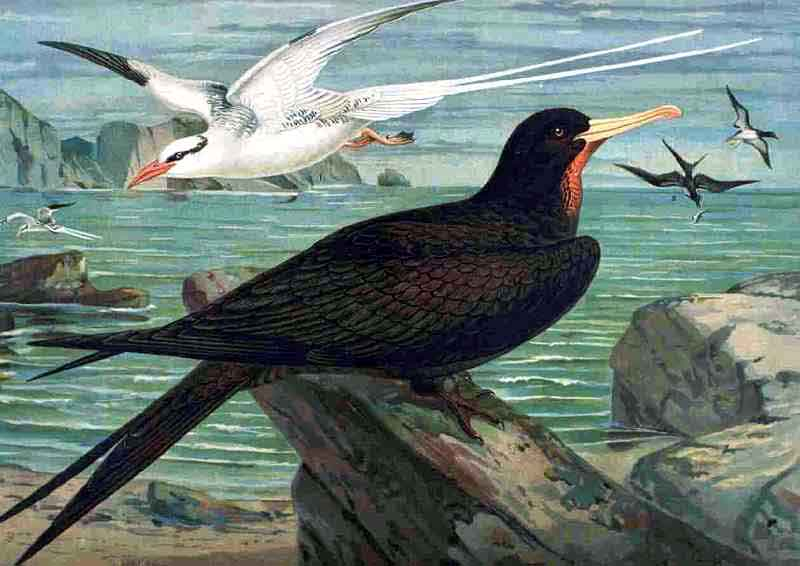
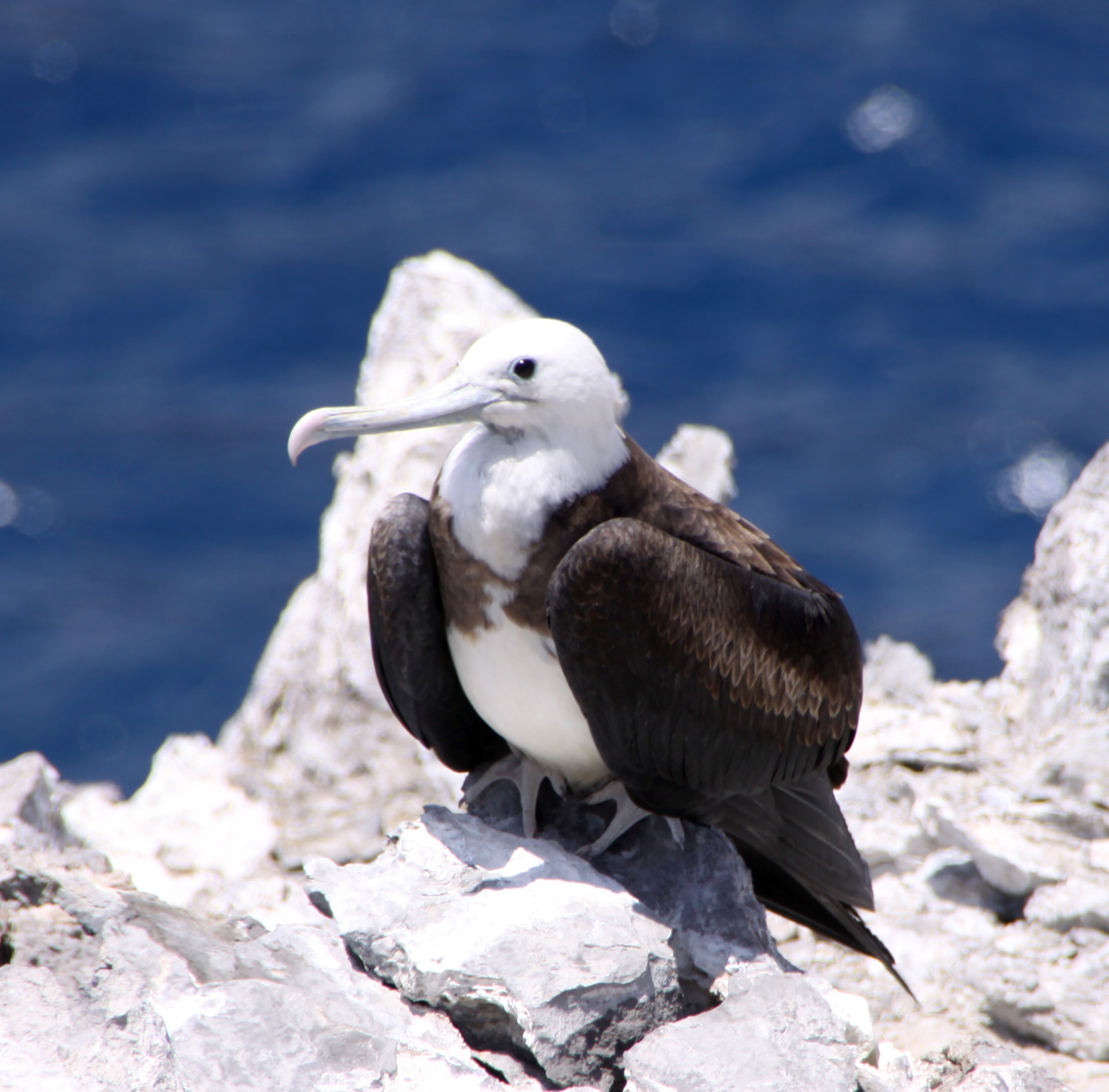
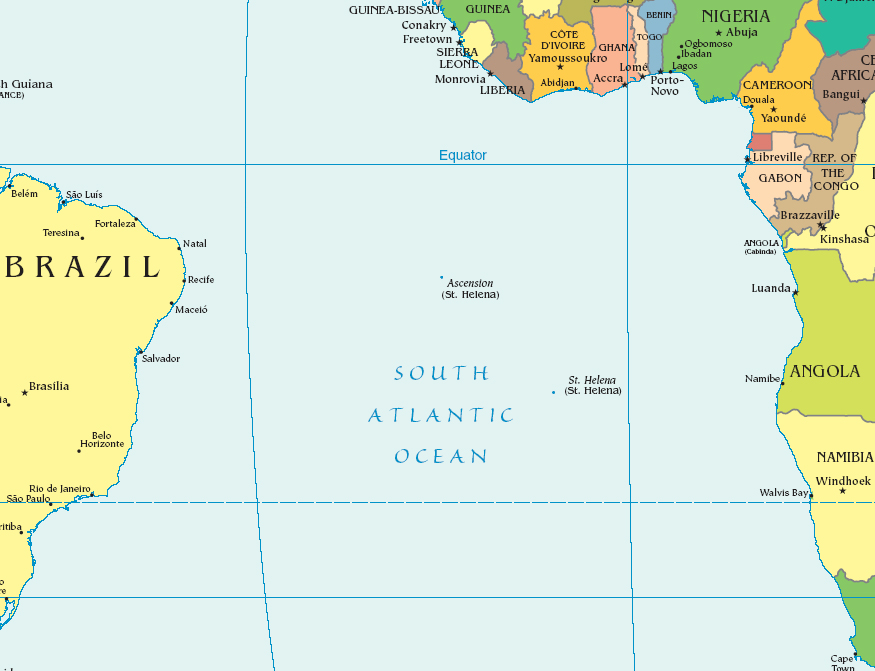
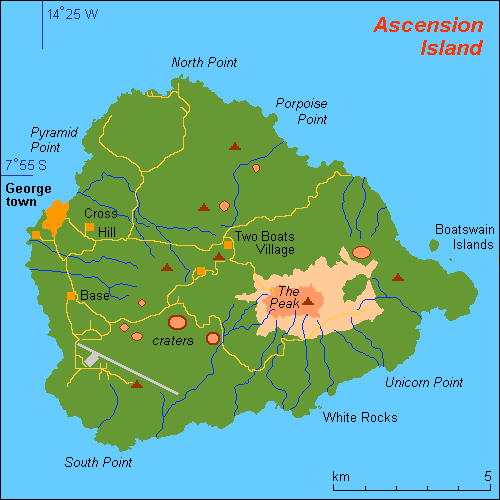